# Zieria citriodora
Zieria citriodora е вид растение от семейство Седефчеви (Rutaceae). Видът е световно застрашен, със статут Уязвим.

## Разпространение
Разпространен е в Перу.